# Jean-Luc Poussin
Pour les articles homonymes, voir Poussin.
Jean-Luc Poussin (né le 16 mars 1970 à Paris) est un athlète français, spécialiste du saut en longueur.

## Biographie
Il est sacré champion de France du saut en longueur en 1992 à Narbonne avec un saut à 7,81 m.